# Підгайна-Гуляк Теодозія Несторівна
Теодозія Несторівна Підгайна, в шлюбі Підгайна-Гуляк (псевдо «Дарка»; нар. 1921, с. Велика Березовиця, нині Тернопільський район — пом. 19 січня 1947, Гаї Шляхтинецькі) — діячка українського національно-визвольного руху. Провідниця районового Українського Червоного Хреста.

## Життєпис
Навчалася у українській гімназії товариства «Рідна школа» в м. Тернополі. 
У 1942—1944 роках допомагала чоловікові, провідникові ОУН Тернопільської області Юліянові Гуляку. Після його загибелі — друкарка при військовому штабі та командирові ВО-3 «Лисоня». 
Була оточена мдбістами у криївці командира В. Якубовського поблизу садиби Ткачів, спалила документи, друкарську машинку, сама застрелилась, щоб не потрапити до лап карателів.
Мала сина Юрія, який помер у 1944 чи 1945 році, похований у селі Бишки.
Біля колишньої садиби Ткачів встановлено пам'ятну плиту на згадку про загиблих героїв.

## Нагороди
- Згідно з Наказом Головного військового штабу УПА 2/47 від 2.09.1947 р. секретарка при штабі ВО 3 «Лисоня» Теодозія Гуляк (Підгайна) — «Дарка» нагороджена Бронзовим хрестом заслуги УПА.

## Вшанування пам'яті
- 8.10.2017 р. від імені Координаційної ради з вшанування пам'яті нагороджених Лицарів ОУН і УПА у с. Бишки Козівського р-ну Тернопільської обл. Бронзовий хрест заслуги УПА (№ 010) переданий на зберігання в Музей національно-визвольної боротьби ОУН-УПА ім. Якова Бусела у с. Бишки Козівського району.